# Casa Jean Troianos
Casa Jean Troianos, aflată în municipiul Brăila, a fost un azil de vârstnici numit Căminul de pensionari "Sf. Nicolae" situat pe Strada Ana Aslan. Casa probabil a fost clădită de negustorul grec Nicolachi Mavrocordulas. În 1957 imobilul a devenit cămin pentru pensionari. Intre timp, clădirea a fost retrocedată și a rămas în paragină.

## Scheletul aflat în beci
În 1985, în urma lucrărilor de consolidare, se descoperă în subsol un schelet uman. Aceasta descoperire șocantă nu a fost făcută cunoscută publicului din cauza cenzurii regimului comunist. Ba mai mult decât atât, nu s-au făcut cercetările necesare pentru stabilirea identității scheletului. Medicii legiști au constatat, doar, că osemintele aparțin unei femei cu o vârstă în jur de 30 de ani, iar craniul poarta urma unui glonț. Legenda spune că Nicolachi Mavrocordulas s-ar fi căsătorit cu o româncă din zonă, Voica, iar odată, întorcându-se de la vânătoare mai devreme, a găsit-o stând în pat cu un alt bărbat. Plin de furie, se spune că Nicolachi a împușcat-o și a zidit-o în pereții clădirii. 